# Marburg-Gießener Lahntal

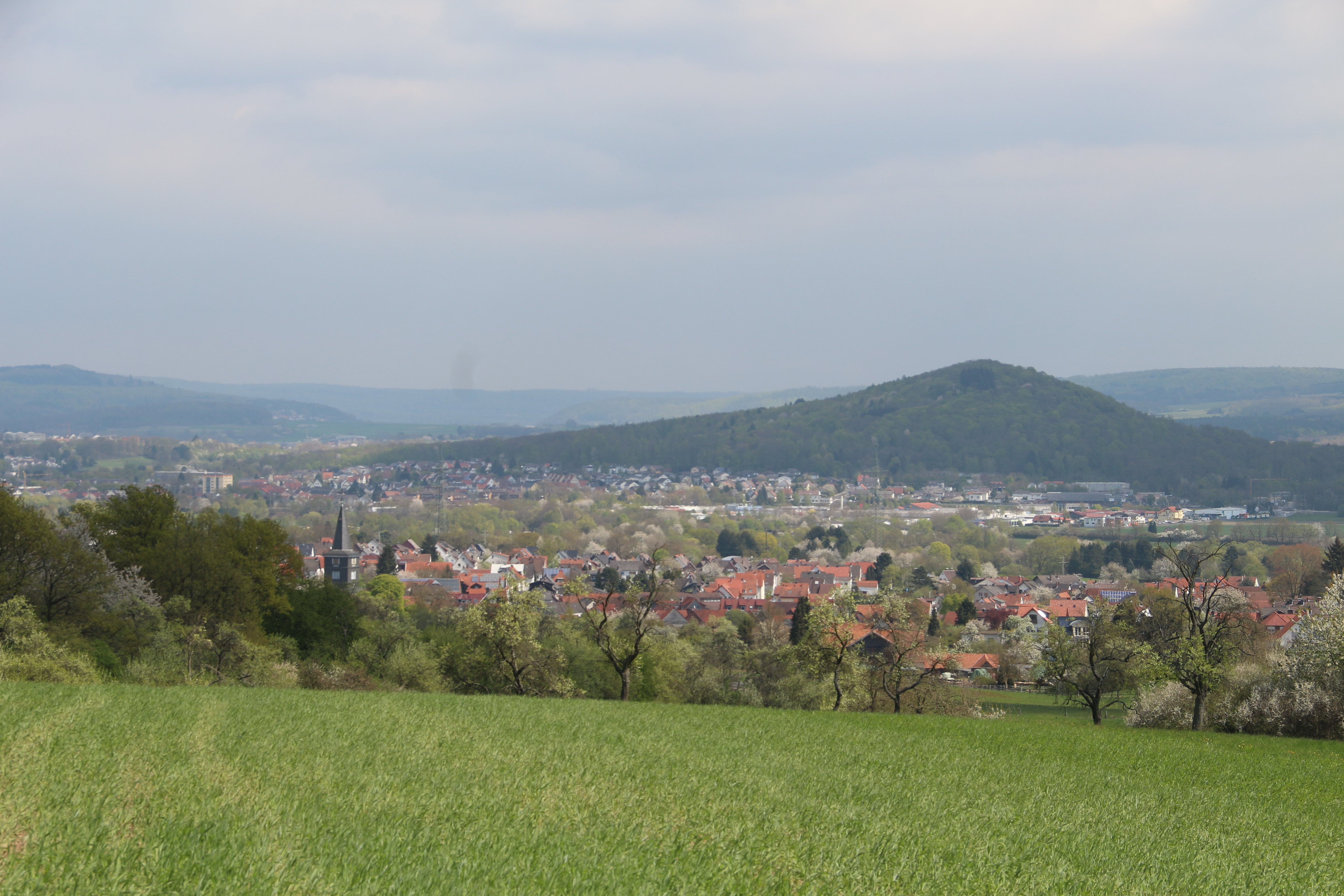
Blick von Wißmar (nördlich von Gießen) ins Lahntal

Das Marburg-Gießener Lahntal ist die naturräumliche Haupteinheit 348 der Haupteinheitengruppe 34 – Westhessisches Bergland. Es umfasst das Tal der Lahn von nördlich Cölbe bis westlich von Solms und damit insbesondere die Verdichtungsräume der mittelhessischen Oberzentren Marburg, Gießen und Wetzlar.
Die Haupteinheit umfasst den Mündungsbereich diverser Lahn-Nebenflüsse und teilt sich auf in das Marburger Bergland, das auch die bis 380 m über NN hohen, die Flussaue um rund 200 m überragenden Buntsandsteinrücken von Marburger Rücken und Lahnbergen beinhaltet, und das Gießener Becken mit den Verdichtungsräumen der Städte Gießen und Wetzlar, das nach Süd(ost)en fließend in die Wetterau übergeht.
Das Gießener Becken ist Teil der Mittelmeer-Mjösen-Zone, einer Abfolge von Talsenken, die sich vom Rhonetal über den Oberrheingraben, die Wetterau und das Gießener Becken, unterhalb des Vorderen Vogelsberges schließlich zum Amöneburger Becken, von dort über den Neustädter Sattel in die Westhessische Senke und weiter über den Leinegraben bis zum Oslograben zieht.

## Lage und Grenzen
Die Lahn, deren Quellverlauf im Rothaargebirge und deren weiterer Oberlauf über das Obere Lahntal und den Süden der Wetschaft-Senke verlaufen ist, nimmt in der Marburger und dann in der Gießener Lahntalsenke ihren Mittellauf ein. Der Unterlauf schließt sich über das Gießen-Koblenzer Lahntal an, welches das linksrheinische Moseltal über das Mittelrheingebiet hinweg verlängert.
Rechts der Lahn liegen Teile des Gladenbacher Berglandes (z. T. vom Marburger Rücken getrennt), links des Flusses verschiedene Teile des Westhessischen Berglandes, unterhalb der Lahnberge insbesondere der Vordere Vogelsberg, und schließlich der Östliche Hintertaunus.

## Naturräumliche Gliederung
Das Marburg-Gießener Lahntal gliedert sich wie folgt:, Flächen in Klammern:
- 348 Marburg-Gießener Lahntal (393,09 km²)
  - 348.0 Marburger Bergland (139,92 km²)
    - 348.00 Marburger Rücken (27,86 km²)
    - 348.01 Lahnberge (46,61 km²)
    - 348.02 Marburger Lahntalsenke (65,45 km²)
      - Marburger Lahntal
      - Niederwalgern-Fronhäuser Lahntal

  - 348.1 Gießener Becken (153,17 km²)
    - 348.10 Gießener Lahntalsenke (145,91 km²)
    - 348.11 Großenlindener Hügelland (107,26 km²)

## Orte und Zuflüsse

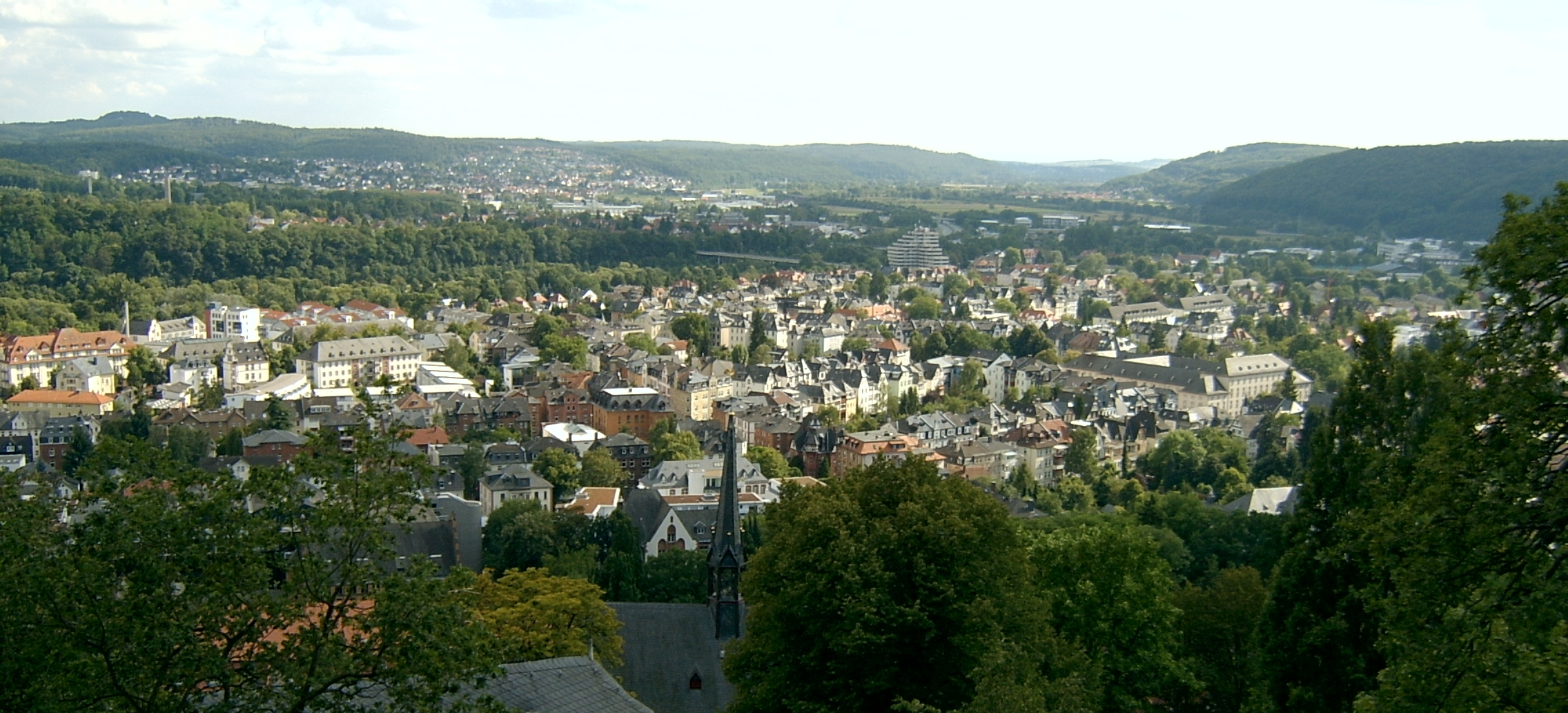
Bebaute Ebene, Marburger Südviertel mit Hochhaus Affenfelsen (Foto vom Marburger Schlosshügel)

Flussabwärts liegen folgende Gemeinden im Marburg-Gießener Lahntal bzw. fließen folgende Zuflüsse in die Lahn (Flussnamen kursiv, Zuflussseite bzw. Ortslage in Klammern).
(Beachte: „rechts“ heißt bis Gießen „westlich“, also auf einer genordeten Karte links!):
- Ohm (59,7 km, links)
- Cölbe
- Marburg mit Marburger Rücken (r) und Lahnbergen (l)
- Weimar
- Allna (19,1 km, r)
- Wenkbach
- Fronhausen
- Zwester Ohm (20,0 km, l)
- Salzböde (27,6 km, r)
- Lollar
- Lumda (30,0 km, l)
- Wettenberg (r)
- Wißmarbach (6,2 km, r)
- Gleibach (r)
- Gießen
- Wieseck (24,3 km, l)
- Fohnbach (12,0 km, r)
- Bieber (13,6 km, r)
- Heuchelheim (r)
- Kleebach (l)
- Welschbach (l)
- Lahnau (r)
- Schwalbenbach, teilweise auch Atzbach (9,5 km, r)
- Wetzlar
- Dill (55,0 km, r)
- Solms
- Grundbach (r)
- Solmsbach (l)

## Umgebende Höhenzüge

### Links der Lahn
Der Burgwald berührt das Marburg-Gießener Lahntal nur im äußersten Norden. Unterhalb des Zuflusses der Ohm führen die Lahnberge seinen Buntsandsteinrücken nach Süden fort, die mit dem Zufluss der Zwester Ohm bei Fronhausen enden. Fortan begleitet das Basalt-Hochplateau des Vorderen Vogelsberges die Lahn östlich bis Gießen. Nach einer kurzen Unterbrechung durch Südausläufer des flacheren Gießener Beckens schließt sich der Hintertaunus links, d. h. nunmehr südlich, an die Lahn an.

### Rechts der Lahn
Der westlich gelegene Marburger Rücken folgt dem Lahntal bis Niederweimar und wird vom gemäßigten Flachland des östlichen Salzbödetals (Teil des Gladenbacher Berglandes) abgelöst. Ab etwa Fronhausen begleitet der Krofdorf-Königsberger Forst (ebenfalls Gladenbacher Bergland) die Lahn westlich und später nördlich, bis er hinter dem Dilltal von den Ostausläufern des Dillwesterwaldes abgelöst wird.

## Landschaft

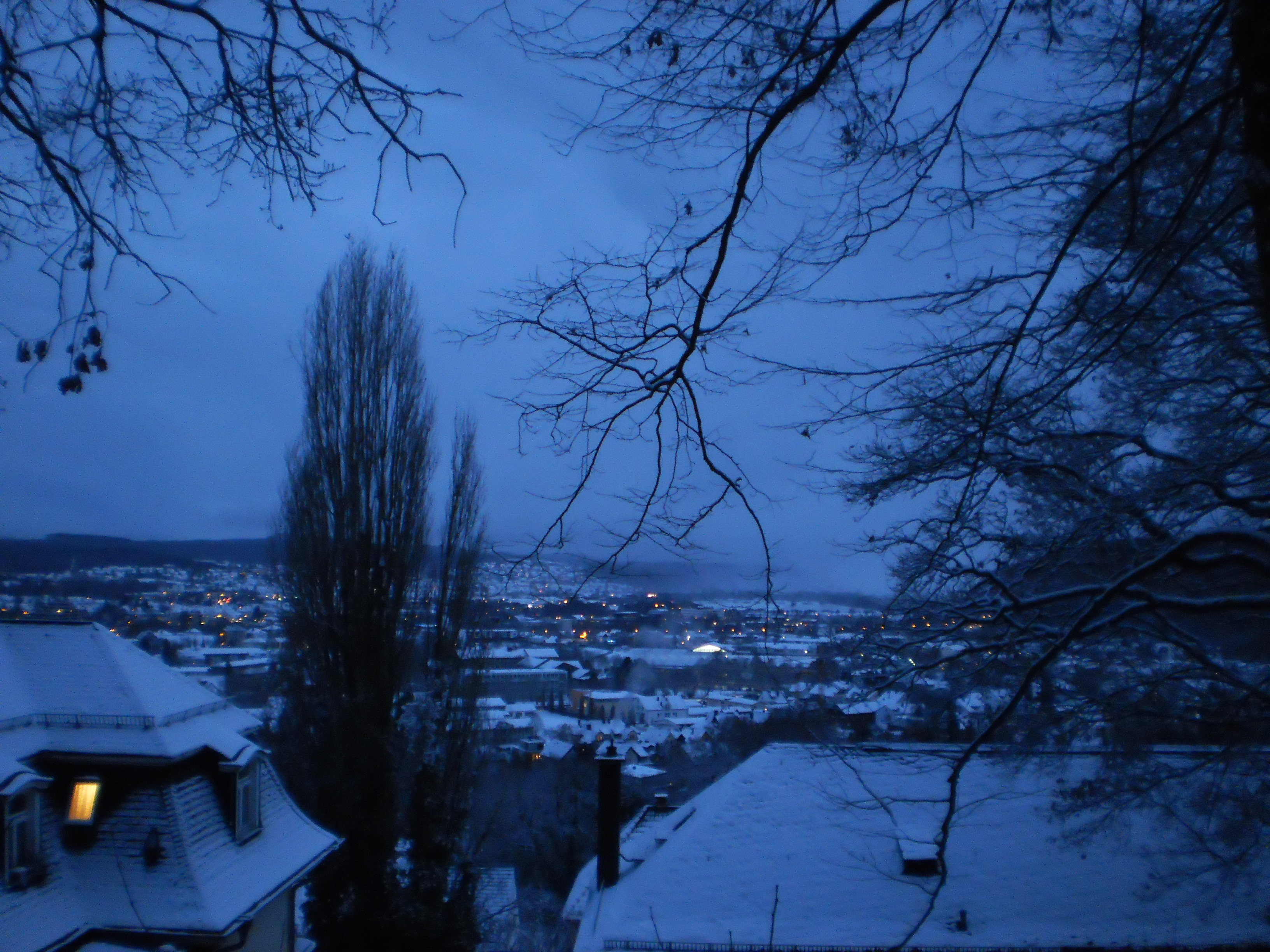
Das enge Tal südlich von Marburg zwischen den Flanken des Tals

Im Bereich der Stadt Marburg ist durch die Höhenzüge links und rechts der Lahn die Lahnaue nur einen, maximal 2 km breit und dicht besiedelt, verbreitert sich jedoch ab dem Abklingen des Marburger Rückens deutlich. In diesem Gebiet wird das Tal auch stark landwirtschaftlich genutzt.
Ab etwa Lollar stellt die Lahnaue einen städtischen Verdichtungsraum dar. Landwirtschaftlich genutzt wird vor allem das südliche Gießener Becken, das sogenannte Großlindener Hügelland, das den Übergang in die Wetterau markiert, wobei die Trennung dieser flachgründigen Landschaften weitgehend durch die Lahn-Main-Wasserscheide erfolgt.